# Dyskretny rozkład prawdopodobieństwa

Funkcja opisująca przykładowy dyskretny rozkład prawdopodobieństwa. Prawdopodobieństwa przyjęcia przez zmienną wartości 1, 3 i 7 wynoszą odpowiednio 0.2, 0.5, 0.3. Inne wartości mają zerowe prawdopodobieństwo.

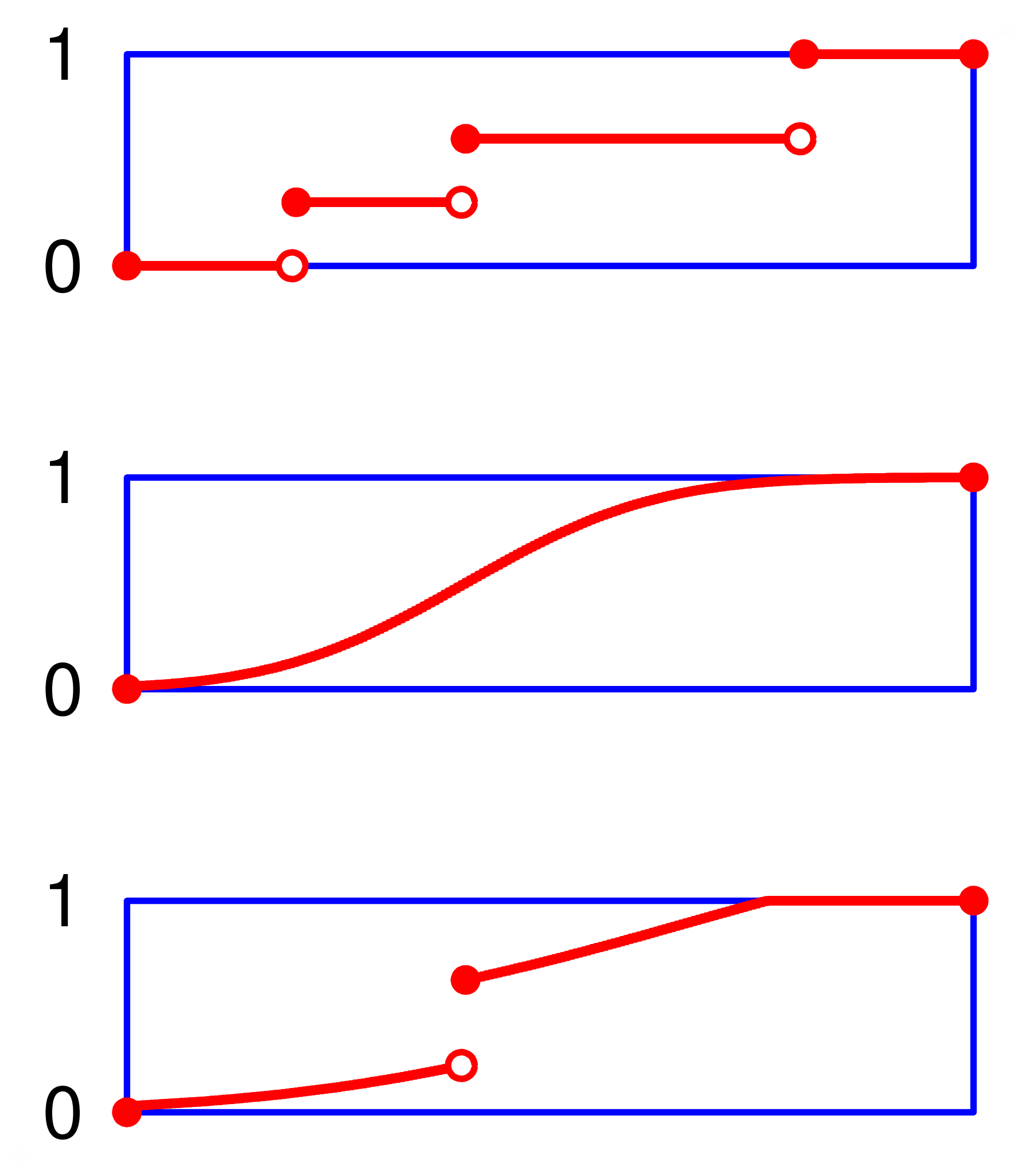
Od góry: dystrybuanta pewnego dyskretnego rozkładu, rozkładu ciągłego, oraz rozkładu mającego zarówno ciągłą, jak i dyskretną część.

Dyskretny rozkład prawdopodobieństwa – rozkład prawdopodobieństwa zmiennej losowej dający się opisać przez podanie wszystkich przyjmowanych przez nią wartości, wraz z prawdopodobieństwem przyjęcia każdej z nich. Funkcja przypisująca prawdopodobieństwo do konkretnej wartości zmiennej losowej jest nazywana funkcją rozkładu prawdopodobieństwa (probability mass function, pmf). Zachodzi:
{\displaystyle \sum _{u}\Pr(X=u)=1}
gdzie {\displaystyle u} przebiega zbiór możliwych wartości zmiennej {\displaystyle X}
Jeśli zmienna losowa jest dyskretna, wówczas zbiór wszystkich wartości, które przyjmuje z niezerowym prawdopodobieństwem jest skończony lub przeliczalny, gdyż suma nieprzeliczalnie wielu dodatnich liczb rzeczywistych jest zawsze nieskończona.
Zwykle ten zbiór przyjmowanych wartości jest topologicznie zbiorem izolowanych punktów. Istnieją jednak zmienne dyskretne, dla których zbiór przyjmowanych wartości jest gęsty.
Równoważnie dyskretną zmienną losową można zdefiniować jako zmienną losową, której dystrybuanta jest funkcją schodkową:
{\displaystyle \sum _{x_{k}\in S}\left[F(x_{k})-\lim _{x\to x_{k}^{-}}{F(x)}\right]=1}
Rozkład Poissona, rozkład dwumianowy, rozkład dwupunktowy, rozkład geometryczny są najbardziej znanymi rozkładami dyskretnymi.